# 양산 통도사 극락암 가경이십삼년 신중탱
양산 통도사 극락암 가경이십삼년 신중탱(梁山 通度寺 極樂庵 嘉慶二十三年 神衆幀)은 대한민국 경상남도 양산시 하북면 지산리, 통도사에 있는 조선시대의 불화이다. 2005년 10월 13일 경상남도의 문화재자료 제385호로 지정되었다.

## 개요
이 불화는 통도사 극락암의 신중탱으로 대자재천을 비롯하여 모두 18위의 천인이 묘사되어 있다.
화면의 상단 중앙에는 삼목팔비(三目八臂)의 대자재천을 중심으로 좌우에 범천ㆍ제석천 등 3위가 원형 두광을 갖추고 합장한 모습으로 배치되어 있다. 대자재천과 범천ㆍ제석천의 가장자리에 산개(傘蓋)를 든 동자상 1위, 당번을 든 동녀 2위가 그려져 있으며, 그 아래쪽 화면 가장자리에는 일궁ㆍ월궁천자가 시립하고 있다.
그리고 화면 하단 향좌측에는 주악천녀 4위와 합장형의 천녀상 1위를 배치하고, 반대쪽 향우측에는 위태천과 검을 쥔 신장상 2위, 사갈라용왕과 합장인물상들을 구름으로 구획지워 앞의 그룹들과 구분하고 있다.이 신중탱은 화기에 의해 가경(嘉慶)23년(1818)에 제작된 것임을 알 수 있다. 도상 내용이 인물의 위치가 반대로 되어 있는 점만 다를 뿐, 경북 은해사 기기암에 봉안된 신중탱(1771년)과 거의 흡사하여, 동일계 초본을 사용하였을 가능성이 크다.

## 지정 사유
嘉慶 23년(1818)에 제작되었으며, 도상 내용이 인물의 위치가 반대로 되어 있는 점만 다를 뿐, 경북 은해사 기기암에 봉안된 신중탱(1771년)과 거의 흡사하여, 동일계 초본을 사용하였을 가능성이 크며, 은해사 기기암 신중탱은 금어 유성이 단독으로 조성한 것이고, 극락암 신중탱은 지한을 비롯한 4명의 화사가 참여하고 있어, 양자간의 사승관계를 확인해 볼 필요가 있으므로 문화재자료로 지정한다.

## 갤러리

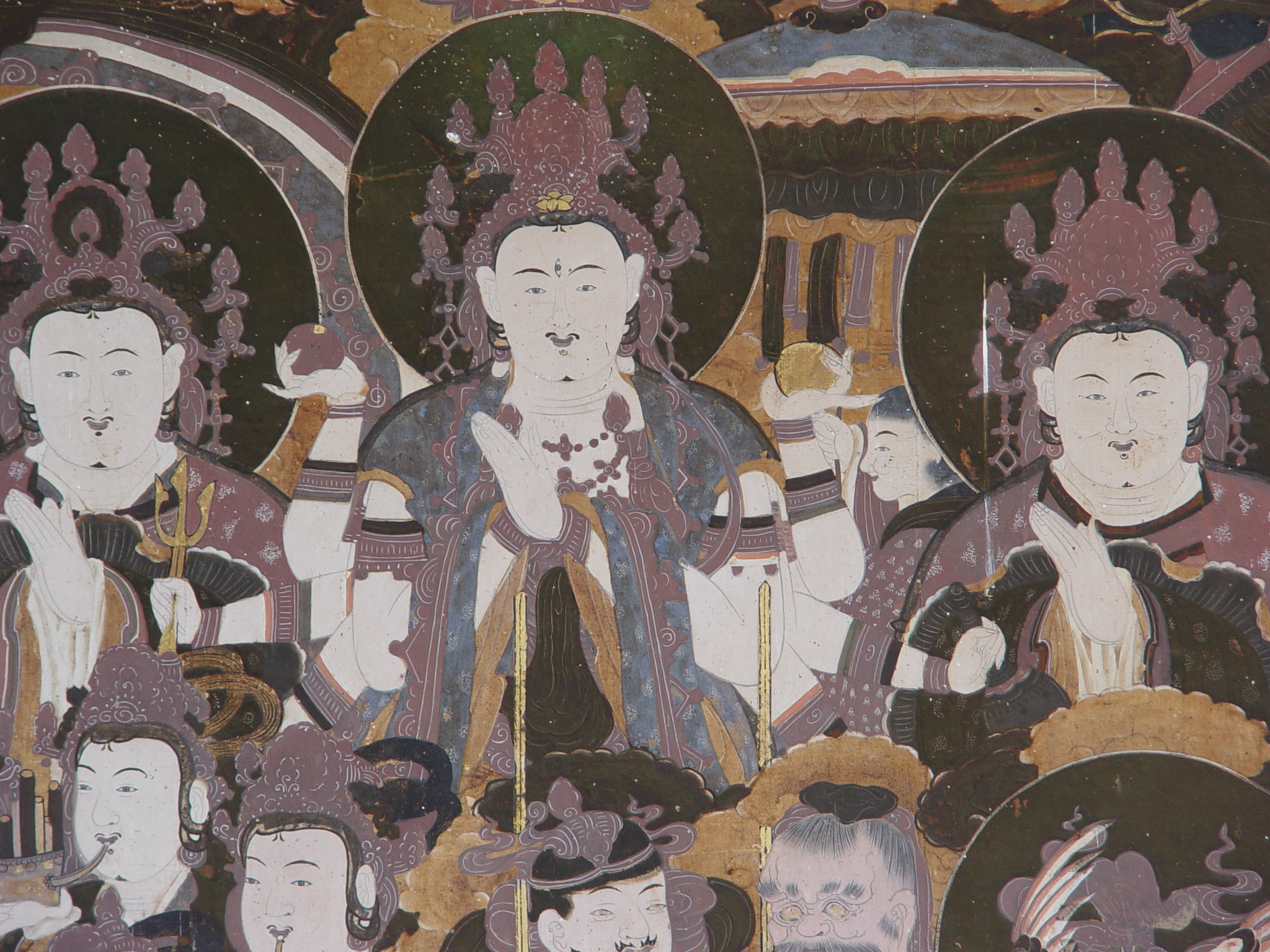
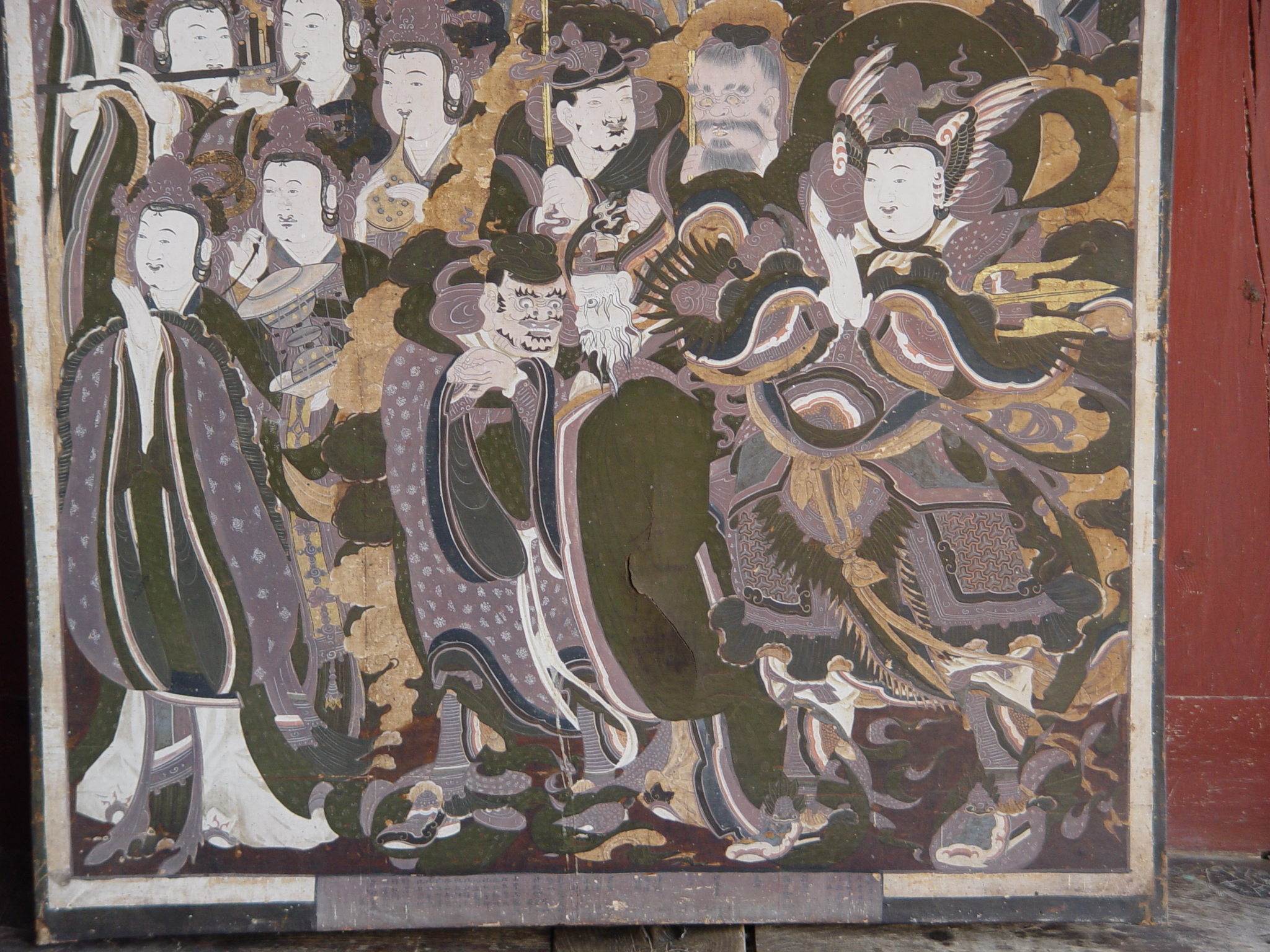

## 참고 자료
- 양산 통도사 극락암 가경이십삼년 신중탱 - 국가유산청 국가유산포털